# 岩内亮一
岩内亮一（いわうち　りょういち、1933年8月23日 - 2005年7月9日）は、日本の教育社会学者。明治大学経営学部名誉教授。専門分野は経営社会学・組織社会学。
大阪市生まれ。1965年東京教育大学大学院博士課程満期退学、1968年東京工業大学助手、1973年北里大学助教授、明治大学経営学部教授。1990年「日本の工業化過程における熟練形成の史的研究」で明大経営学博士。2004年定年退任、名誉教授。

## 著書
- 『学歴主義は崩壊したか 実態調査にみる人材管理』日本経済新聞社 日経新書 1980年
- 『日本の工業化と熟練形成』日本評論社 明治大学社会科学研究所叢書　1989年
- 『私大改革の条件を問う』学文社 2002年

### 共編著
- 『教育学用語辞典』萩原元昭、本吉修二共編集 学文社 1973年
- 『職業生活の社会学』編著 学文社 1975年
- 『改正商法二年 一流企業百社はこう考える』共著 幸洋出版 1984年
- 『教育と社会』編著 学文社 教育演習双書 1985年
- 『経営と社会』岡本英雄共編著 税務経理協会 1986年
- 『教育社会学』仲康共著 慶応通信 1989年
- 『社会問題の社会学』編著 学文社 1990年
- 『海外日系企業と人的資源 現地経営と駐在員の生活』安部悦生、門脇厚司、陣内靖彦共著 同文館出版 1992年
- 『イギリス企業経営の歴史的展開』湯沢威、安部悦生、岡山礼子共著 勁草書房 1997年
- 『新・教育と社会』陣内靖彦共編著 学文社 教育演習双書 1997年
- 『国際関係用語辞典』薮野祐三共編集代表 学文社 2003年
- 『現代の人的資源管理』梶原豊共編著 学文社 2004年
- 『学校と社会』陣内靖彦共編著 学文社 2005年
- 『ポストモダン組織論』高橋正泰、村田潔、青木克生共著 同文舘出版 明治大学社会科学研究所叢書 2005年
- 『教育学用語辞典』第4版 本吉修二、明石要一共編集代表 学文社 2006年

### 翻訳
- ウィリアム・K.カミングス『日本の大学教授』友田泰正共訳 至誠堂 1972年
- イヴァン・イリッチ『自由の奪回 現代社会における「のびやかさ」を求めて』佑学社 1979年

## 論文
- Cinii

## 注
1. ↑  岩内亮一氏死去
2. ↑  『現代日本人名録』
3. ↑  国立国会図書館. “博士論文『日本の工業化過程における熟練形成の史的研究』”. 2023年4月7日閲覧。